# Anand Nagar
Anand Nagar è una suddivisione dell'India, classificata come census town, di 5.026 abitanti, situata nel distretto di Dhubri, nello stato federato dell'Assam. In base al numero di abitanti la città rientra nella classe V (da 5.000 a 9.999 persone).

## Società

### Evoluzione demografica
Al censimento del 2001 la popolazione di Anand Nagar assommava a 5.026 persone, delle quali 2.595 maschi e 2.431 femmine. I bambini di età inferiore o uguale ai sei anni assommavano a 945, dei quali 481 maschi e 464 femmine. Infine, coloro che erano in grado di saper almeno leggere e scrivere erano 2.398, dei quali 1.456 maschi e 942 femmine.